# Douglas Fairbairn
Douglas Fairbairn é um escritor estadunidense. Cursou o Harvard College sem no entanto concluir o curso superior. Naquela instituição, foi o editor do Harvard Lampoon. Sua obra mais conhecida é Shoot, filmado em 1976 com Cliff Robertson e Ernest Borgnine.

## Obras
- A Man's World (1956)
- Shoot
- A squirrel forever
- Street 8: A novel
- Down and out in Cambridge (autobiografia)
- A squirrel of one's own